# Sedat Dogru
Sedat Dogru, född 22 augusti 1971 i Turkiet, är en svensk politiker (moderat), som var riksdagsledamot (ersättare) 2013–2014 för Stockholms läns valkrets.
Dogru blev riksdagsledamot 1 januari 2013 som ersättare för Mikael Sandström under dennes ledighet,, ett uppdrag som förlängdes i två omgångar fram till valet 2014. I riksdagen var Dogru suppleant i konstitutionsutskottet och kulturutskottet.